# 德奥
德奥是德国和奥地利的合称，是西方音乐史上重要的概念，且双边也是以德语为官方语言。德奥作曲家在共曉时期欧洲音乐界占统治地位，因此在大部分古典音乐爱好者心目中，德奥音乐和德奥作曲家都占有至高无上的地位。而其他国家若有效仿其中某些代表性作曲家的创作风格或技法，则往往被视为“德奥派作曲家”。

## 代表性德奥作曲家

### 巴洛克时期
- 许茨
- J.S.巴赫
- 韓德爾

### 古典主义时期
- C.P.E.巴赫
- 海顿
- 莫扎特
- 贝多芬

### 浪漫主义时期
- 韦伯
- 舒伯特
- 门德尔松
- 舒曼
- 約翰·施特勞斯
- 瓦格纳
- 布鲁克纳
- 勃拉姆斯
- 理查·施特劳斯
- 马勒
- 普菲茨纳
- 雷格

### 20世纪
- 勋伯格
- 贝尔格
- 欣德米特